# Isie (Argolide)
Isie (in greco antico: Ὑσιαί?, Hysiái) era una città dell'Argolide, posta sulla strada da Argo a Tegea, ai piedi del monte Partenio.

## Storia
Nel 669 a.C. gli Argivi sconfissero gli Spartani presso questa città.
La città venne distrutta dagli Argivi, dopo le guerre persiane, insieme a Tirinto, Micene e altre città della regione, ma fu subito ricostruita e occupata dagli stessi Argivi durante la guerra del Peloponneso, che la trasformarono in fortezza di confine.
Gli Argivi rimasero nella città fino a quando questa non fu conquistata e rasa al suolo dagli Spartani nel 417 a.C..

## Archeologia
Le rovine di Isie si trovano su una collina isolata sopra la piana di Achladókampos (in greco antico: Ἀχλαδόκαμπος?, da ἀχράς, ἀχλάς,  "pero selvatico", e κάμπος, "pianura"). Sono stati rinvenuti i resti dell'acropoli, non identificati da Leake.